# Herval d'Oeste
Herval d'Oeste är en kommun i Brasilien.   Den ligger i delstaten Santa Catarina, i den södra delen av landet, 1 300 km söder om huvudstaden Brasília. Antalet invånare är 21 233. Arean är 222 kvadratkilometer.
Terrängen i Herval d'Oeste är lite kuperad.
I omgivningarna runt Herval d'Oeste växer huvudsakligen savannskog. Runt Herval d'Oeste är det ganska glesbefolkat, med 28 invånare per kvadratkilometer.